# 艾兰·库尔迪之死
艾兰·库尔迪（英語：Alan Kurdi，最初报道为Aylan Kurdi）是一名敘利亞籍庫德族三歲儿童。他于2015年9月2日在地中海溺亡后，他的照片成为全球新闻的头条。他和他的家人是在欧洲难民危机（见年表）中试图到达欧洲的叙利亚难民。他遗体的照片由土耳其记者尼魯佛·迪米爾拍摄，并迅速在全球蔓延，促使国际反应。因为据说库尔迪的家人一直试图前往加拿大，他的死亡和更广泛的难民危机立即成为2015年加拿大联邦大选的一个议题。

## 个人经历
库迪被认为于2012年或2013年出生在叙利亚艾因阿拉伯。一名叙利亚记者声称，他的姓是Shenu；在土耳其使用“Kurdi”作为姓氏则是因为他们家的种族背景。在叙利亚北部各城市之间搬家逃离内战和伊斯兰国之后，他家定居在土耳其。2015年初，他家返回艾因阿拉伯，然而因為伊斯兰国再次攻击艾因阿拉伯，他們在2015年6月返回土耳其。他們曾經兩次計畫前往希腊科斯島，然而並未施行，库迪的父亲決定計畫第三次的旅程。

库尔迪在操场微笑

库尔迪的家人希望通过其在加拿大温哥华的姑妈申请难民赞助后前往团聚，但加拿大公民及移民部拒绝了他们的要求，部分原因是土耳其当局拒绝其出境签证。據該部門稱，艾兰·库尔迪的父亲阿卜杜拉·库尔迪的兄弟穆罕默德的申请因不完整而被拒绝，并没有收到阿卜杜拉·库尔迪的申请。阿卜杜拉·库尔迪说，加拿大政府拒绝了他的庇护申请，他们应该为悲剧负责。
加拿大新民主党（NDP）国会议员芬·唐纳利告诉媒体，該年早些时候他已经将库尔地家的文件递交移民、難民及公民部部长克里斯·亚历山大，但该申请在6月被拒绝，因为它是不完整的。库尔迪家试图通过私人赞助计划进入加拿大，由五人组成的团体也可以赞助个人或家庭。他们必须证明他们可以提供大约27,000加元来支助四口难民的家庭。根据多伦多难民安置小组的“叙利亚生命线”项目经理亚历山德拉·科蒂克的说法，该计划要求前来加拿大的人首先被土耳其政府宣布为难民。而她认为这往往是一个困难甚至不可能实现的条件。

## 出海遇难
2015年9月2日凌晨，库尔迪和他的家人登上了一个小塑料或橡胶充气船，倾覆发生在离开土耳其博德鲁姆五分钟后。船只荷载八人，但船上实际有十六人。他们试图到达距离博德鲁姆大约30分钟(4或21⁄2英里)希腊科斯岛。库尔迪的父亲说：“我们没有救生衣”，但也说他们穿着救生衣，但救生衣“都是假的”。有人相信他们穿着救生衣，但救生衣是无效的。
后来叙利亚电台报道，库尔迪的家人为他们在船上的四个位置支付了5,860美元，尽管船只有约五米长，但却有十二名乘客。艾兰·库尔迪的母亲也在旅行的团体中，尽管她害怕海。媞玛·库尔迪，阿兰·库尔迪的姨妈，劝她姐姐不要去。船上的人在深夜通过一个孤立的海滩逃避土耳其海岸警卫队。
上午5时左右，当局接到船只倾覆和遺體漂上岸的紧急电话后，开始进行调查。库尔迪的遺體和另一个孩子被两个当地人在上午6:30左右发现。这两个人把遺體从水中移动到海滩上干燥的地方。后来，库尔迪被土耳其摄影记者拍摄到趴在水边的照片。
2015年9月3日，库尔迪与哥哥加利布和母亲蕾哈娜被送往艾因阿拉伯，第二天举行葬礼。如果可能的话，在24小时内埋葬死者是伊斯兰教的传统。科巴尼之戰于2015年3月结束，2015年8月，伊斯兰国完全停止了对这座城市的袭击。

## 追究肇事者
土耳其当局随后逮捕了四名与偷渡有关的人，虽然他们似乎是低階的中间人。
艾兰·库尔迪的父亲阿卜杜拉·库尔迪在部分采访中表示，充气船因为引擎故障而变得不可控制，船长放弃了船只和其他人。 一些土耳其人声称，在他第一次接受多安通讯社的采访时，他给出了不同的事件描述；他还说，在两次尝试进入希腊科斯島未果，他的家人用自己的方式找到船只。然而，阿卜杜拉從未證實接受多安通讯社的采访。
来自伊拉克的幸存者纳布·阿巴斯，也在事故中失去了两个孩子，她告诉记者，阿卜杜拉向她提出自己作为“船长”，他在驾驶过度拥挤的船时速度太快，导致它翻沉，当他们还在水里的时候，他恳求她不要向任何人告发他。阿巴斯说她家为了躲避伊斯兰国逃离巴格达，她生气是因为所有媒体都在关注艾兰·库尔迪和阿卜杜拉·库尔迪，而没有关注她家。后来她回到巴格达，并说她死去的孩子的遺體没有被得体的安葬，并呼吁澳大利亚总理托尼·阿博特批准她的家庭庇护，这样他们就可以逃离伊斯兰国。路透社报道，在对船上其他两名乘客——伊拉克人艾哈迈德·哈迪·贾伟德（纳布·阿巴斯的丈夫），和22岁的埃米尔·海德——的采访中，证实了阿巴斯的叙述。
阿卜杜拉否认这一指责，指出：“如果我是一个人口走私犯，为什么我要把我的家人和其他人放在同一条船上？我向人口走私犯支付了相同的金额。”和“我失去了我的家人，我失去了我的生活，我失去了一切，所以他们想说什么就让他们说吧。”据土耳其当局说，对土耳其走私活动的调查显示，难民常常协助走私者为走私乘客报名。对于其中一名乘客来说，负责驾驶船只的情况也不少见。那些家在土耳其和从走私贸易利润丰厚中的获得稳定收入的走私犯，没有人希望结束在欧洲的不法行为，和因为被逮捕而无法回家。土耳其总统雷杰普·塔伊普·埃尔多安向艾兰的父亲阿卜杜拉提供了土耳其公民资格。

## 各界反应
库尔迪遺體的照片引起了国际上的愤慨。法国总统弗朗索瓦·奥朗德在媒体上报道了库尔迪的照片后致电给土耳其总统雷杰普·塔伊普·埃尔多安和一些欧洲国家领导人。他说，这张照片应该唤起世界各国对难民的责任。英国首相戴维·卡梅伦表示，他看到庫爾迪的照片後非常感傷。爱尔兰总理恩达·肯尼评论库尔迪照片和难民危机为“人类的灾难”，还认为照片“绝对的令人震惊”。
这张照片被认为导致向慈善机构捐助用于帮助移民和难民的捐款激增，一个名叫移民离岸援助站的慈善机构，在照片出版后24小时接收的捐款增加了15倍。《每日邮报》在9月10日的一篇文章指出，令人伤心的库尔迪之死和相关图像“突显了全球移民危机可怕的人道成本”。
卡尔·马蒂森在《卫报》的文章中批评媒体将库尔迪称为“气候难民”，他说“查塔姆研究所中东和北非计划副研究员大卫·巴特说，这样的冲突会发生在叙利亚的任何时候，无论是否发生了干旱。”
2015年9月9日，《每日杂志报》报道说，部分言论出现在包括Reddit的各种网站，指称库尔迪的遺體被移动过，以便照片的效果更好。
2015年12月22日，《卫报》的另一篇文章列举了阿卜杜拉·库尔迪提出的一些“过分要求”。有人说他是机会主义者，他以叙利亚难民的身份谋取私利。另有消息称，阿卜杜拉从悲剧中获利，包括将他死去的儿子的衣服卖给巴黎的一家博物馆。澳大利亚政治家科里·伯爾納迪说：“父亲把他们送到那条船上，所以他可以得到牙科治疗”。一些反移民的政治家声称，艾伦在海滩上的形象是伪造的。

## 争论
布伦丹·奥尼尔在2015年9月3日的《旁觀者》上写道：“这张抓拍在全球的传播……被认为是提高对移民危机的认识的一种方式。它更像是给进步论者、恋死童癖者的一张虐杀照片，旨在不是关于21世纪移民问题的严肃辩论，而是在西方观察家中引起一种自我满足的悲伤。”
相反，环球新闻的尼克·洛根则在2015年9月4日提出：“摄影记者捕捉到影响力如此大的照片，公众和政策制定者不能忽视图片表明的信息。”他将库尔迪遺體与“血腥星期日”事件——非裔美国人的维权活动家被亚拉巴马州的国防部队殴打——的照片做了比较，他说，这些图像的广泛观看有助于和平示威者通过诸如1965年选举法案等措施。

## 影响

### 加拿大
库尔迪之死和他的家人一直试图前往加拿大的新闻报道，对加拿大国内政治立即产生了影响。总理兼保守党党魁在一个竞选活动中取消了拍照机会，并且在讲话中谈到了这个问题：“昨天，劳琳和我在互联网看到了这个小男孩艾兰死在沙滩上的照片。看，我想，我们对此的反应，你知道我们第一个想到的是在那个年龄我们的儿子本，那样到处乱跑。”国防部部长和多元文化部部长贾森·肯尼取消了保守党保护加拿大移民政策完整性和加拿大安全的重要声明。加拿大公民及移民部长克里斯·亚历山大宣布，他将暂时停止在2015年加拿大联邦大选中的竞选，返回渥太华恢复部长职务，并调查艾伦·库尔迪的案情，库尔迪的叔叔申请难民地位被他的部门拒绝。
反对党领袖和新民主党领袖说：“克里斯·亚历山大有很多要回答的，但现在这不是我们的权利。我们担心我们如何到达这里，集体的国际反应如何有缺陷，加拿大如何完败。”
新民主党国会议员芬·唐纳利被指控利用悲剧事件作为一种手段来争取选票，因为他最初告诉记者，他亲自向移民部长克里斯·亚历山大递交了一封信，敦促部长查看艾兰·库尔迪家的难民申请，而加拿大移民当局拒绝家属的申请。然而，后来艾伦·库尔迪的姨妈透露，这项申请仅针对库尔迪的叔叔，因为不完整而被拒绝。同时，加拿大公民及移民部也澄清说，他们没有收到适当的文件来证明叔叔家庭的难民身份。托马斯·马尔凯后来替唐纳利辩护，说没有道歉的必要，因为这封信提到了两个家庭，并且他在党团会议表示“不可能骄傲地像芬·唐纳利一样有实力、有气节和努力工作”。
自由党党魁说：“在竞选活动中你不会突发同情心”和“在危机发生的时候，加拿大各政府各阶层都加紧了接受那些为他们的生命而逃亡的人们”，他说：“加拿大人懂得。这是在做正确的事情，去实践我们国家所珍视的价值观。”特鲁多还重申了自由党在选举前几个月许诺引进25,000名叙利亚难民的承诺。

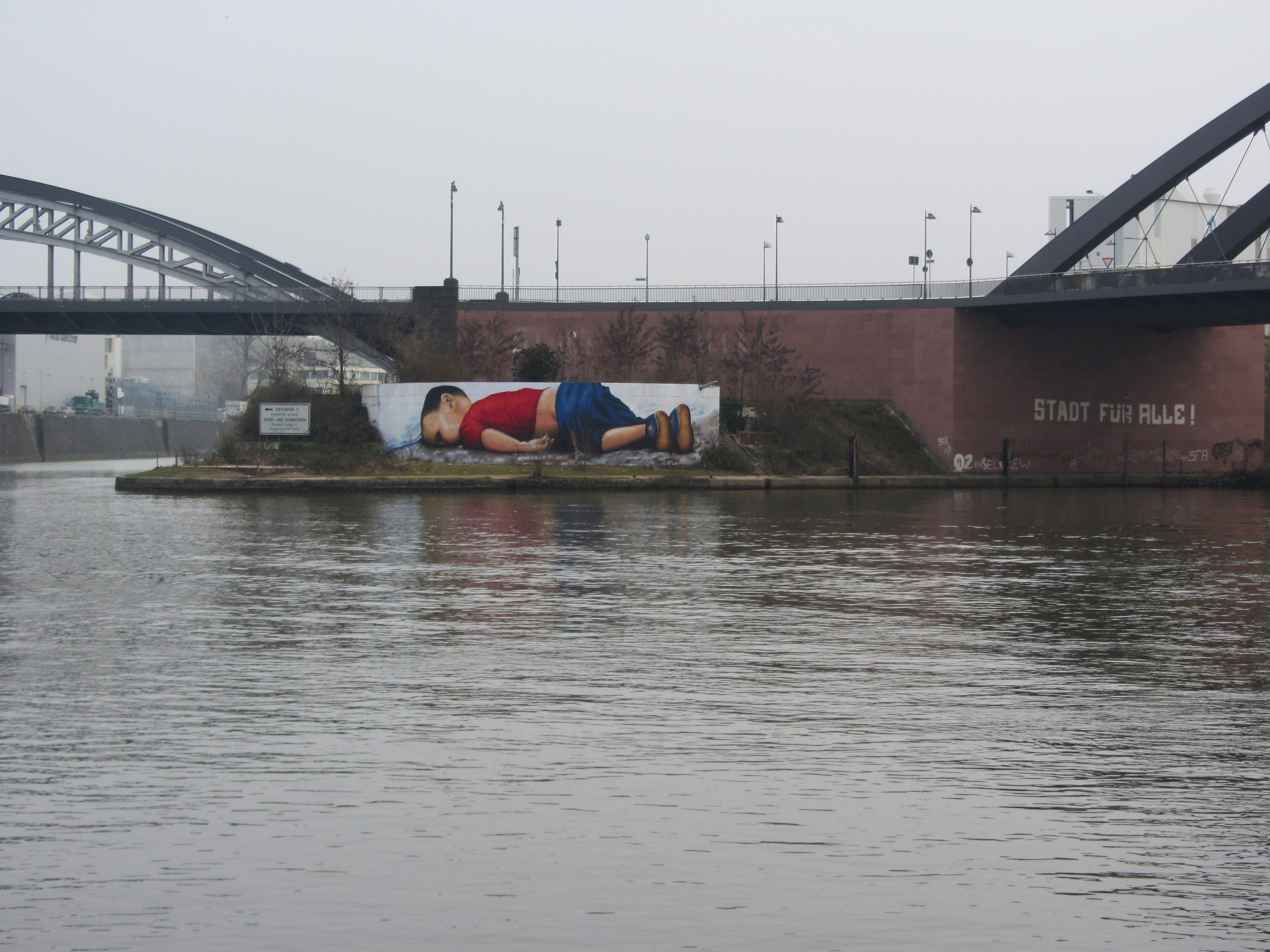
位于法兰克福港湾的纪念艾兰·库尔迪的120平方米的壁画

绿党党魁伊麗莎白·梅伊批评斯蒂芬·哈珀对危机的应对，并指出加拿大资助难民的困难。在绿党网站，梅伊指责政府在这个问题上缺乏信誉，“未能兑现此前对（难民）的公告”。

### 其他国家

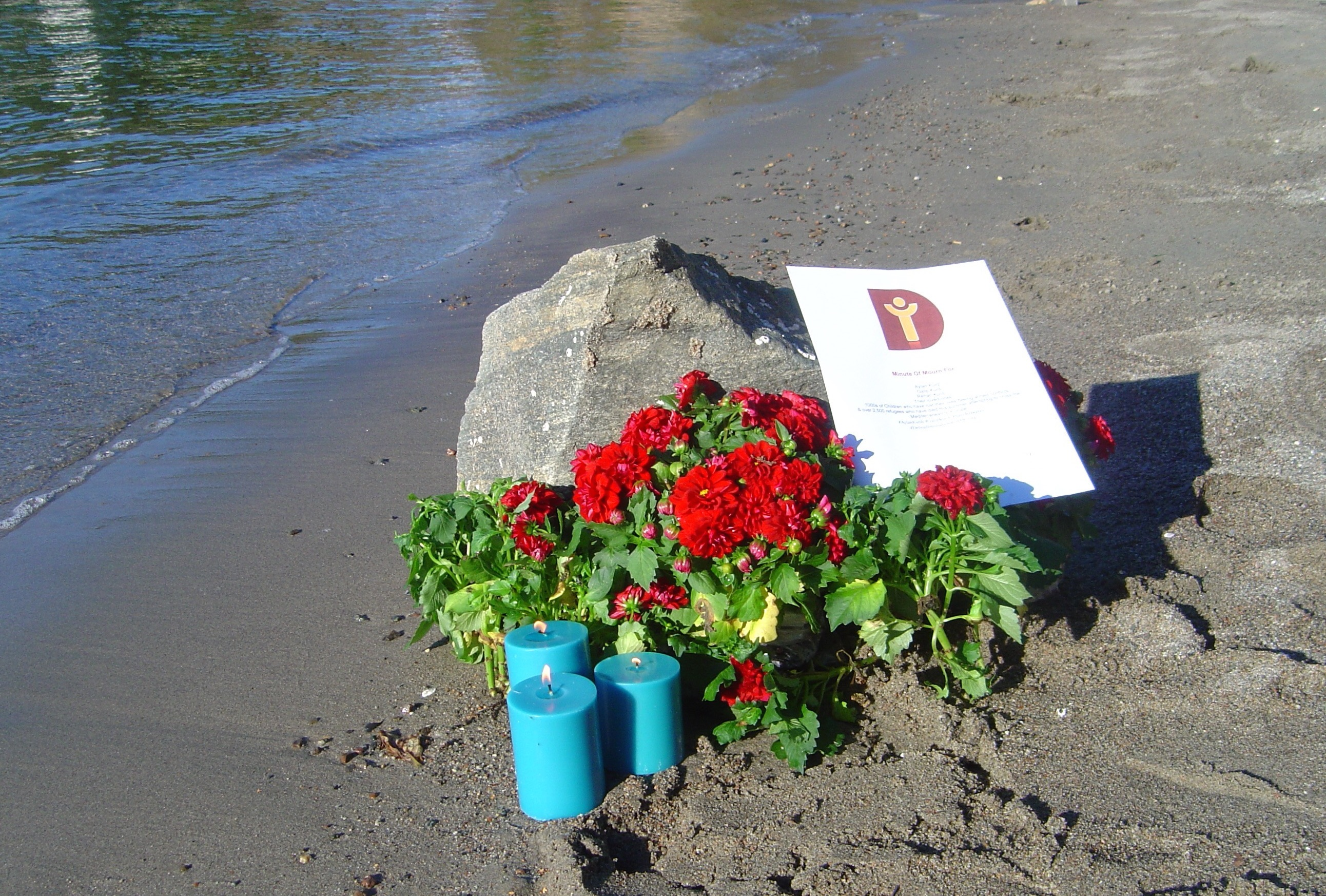
保卫国际为纪念艾兰·库尔迪和其他难民举行了沙滩活动，2015年9月4日。

各种组织，包括非政府组织举办了祈祷和默哀活动。保卫国际主席“呼吁国际社会本着国际团结和人权原则，平等分担保护、协助和收容难民的责任。”一档日常广播节目的主持人希望“艾兰·库尔迪的死会激发我们创造一个无国界的世界”，而另一篇发表在《明镜》在线的评论则建议柏林需要“改革或取消其难民政策”。
来自世界各地的艺术家和诗人共同悼念艾兰·库尔迪。
在三个月后的聖誕夜，新西兰3 News频道评论“他横尸海滩的照片象征着更广泛的悲剧。有比艾兰·库尔迪小小遺體自海上漂流到岸的照片，更让人感动、更强大的照片吗？”
2016年1月2日，英国广播公司新闻网站发表了一篇专题报道，开头写道：“那一刻仿佛全世界都在关心。”它继续引用了艾兰·库尔迪姨妈蒂姆·库尔迪的话：
|  | 关于那张照片，彷彿有光照在那张照片上，唤醒了整个世界。 |

2015年9月8日，《图片报》删除了印刷版和网站上所有包含库尔迪的照片，以回应关于发布库尔迪图像的投诉；该报说“当人们看不到它们时，他们就会懂得创造照片的魔法。”
恐怖组织伊斯兰国将库尔迪死亡事件纳入宣传运动，使用库尔迪遺體的照片，同时声称上帝将惩罚那些敢于从受伊斯兰国影响地区移民的人。该组织还宣称，那些离开的人都有可能成为叛教者，他们死亡后灵魂将会进入地狱。这些行为遭到诸如《每日邮报》等出版物的谴责，将其标注为“堕落”和“恶心”。
英国第四台提供年度圣诞文告，作为伊丽莎白二世圣诞致辞的替代品。2015年，他们的演讲人是阿卜杜拉·库尔迪，他说：“如果一个人将某人关在门外，这对于他们来说是很艰难的。当门打开时，他们不再感到羞辱。在今年的这个时候，我想请你们想想那些寻求和平与安全的父亲、母亲和孩子们的痛苦。我们只要求你给我一点同情。希望明年战争将在叙利亚结束，和平将统治全世界。”
2017年8月31日（即库尔迪离世即将两周年之时），联合国难民署发表声明，敦促国际社会采取强有力的措施，避免发生更多类似的悲剧。尽管自库尔迪去世以来，到达欧洲的难民和非法移民大幅度减少，但仍至少有8500人在偷渡途中死于地中海和沙漠。在这些人当中，有众多无人陪伴的儿童，例如在2017年的前七个月，抵达意大利的13,700万名儿童中有92%是无人陪伴的儿童。难民署呼吁国际社会为这些人提供更安全的解决方案。
法廣在2018年的一篇文章指艾兰·库尔迪的照片「触动了欧洲人的人道情怀，致使他们大量接受中东难民，加速了欧洲的伊斯兰化」。

### 艺术领域
在库尔迪死后一个星期，约有30个摩洛哥人在摩洛哥首都装扮成3岁儿童遺體被发现时的样子。2016年1月，中国艺术家艾未未仿照溺死的艾伦·库尔迪遺體拍摄照片。这张照片首先发表在印度杂志《今日印度》对艾未未的采访中，并在印度艺术博览会上展出。
2016年2月，蜜西·希金斯发表了一首名为“哦，加拿大”的歌曲，献给艾伦·库尔迪。
2016年3月，法兰克福欧洲中央银行总部旁边的一堵墙上出现了一幅巨大的库尔迪遺體壁画。